# Desa Gandamekar (administrativ by i Indonesien, lat -7,07, long 107,90)
Desa Gandamekar är en administrativ by i Indonesien.   Den ligger i provinsen Jawa Barat, i den västra delen av landet, 150 km sydost om huvudstaden Jakarta.